# Здание Австрийского почтового сберегательного банка
Здание Австрийского почтового сберегательного банка (нем. Österreichische Postsparkasse) — здание в Вене, спроектированное и построенное архитектором Отто Вагнером. Здание рассматривается как важная работа Венской сецессиона, ветви модерна.
Постройка велась с 1904 по 1906 года с использованием тогда совершенно нового железобетона и был открыт 17 декабря 1906 года. Пристройка была добавлена между 1910 и 1912 годами.
В здании находится штаб-квартира банка BAWAG P.S.K., бывший банк Österreichische Postsparkasse (P.S.K.) до его слияния с BAWAG в 2005 году. Расположена по адресу Georg-Coch-Platz 2, в первом районе Внутреннего Города, рядом с бульваром Рингштрассе.

## Внешний вид
Здание высотой до восьми этажей занимает целый городской квартал. Фасад покрыт квадратными мраморными плитами и алюминиевыми вставками, напоминающими хранилище денег. Гранитные плиты прикреплены к нижнему и верхнему уровням. Заклепки, которыми мраморная облицовка словно прикреплена к стене, носят чисто декоративный характер и подчеркивают фасад. Поскольку пластины толщиной около 10 см удерживаются штукатуркой, заклепки не выполняют поддерживающей функции. Использование мрамора делает уход и чистку фасада очень простым и недорогим, что является важным функциональным элементом дизайна Вагнера. Вагнер высоко ценил алюминий — материал, усовершенствованный австрийским химиком Карлом Йозефом Байером для промышленного производства. Он использовал этот материал не только для заклепок, но и для других декоративных элементов снаружи и внутри здания, таких как колонны портика и вентиляторы центрального отопления. Скульптуры высотой 4,3 метра, впервые изготовленные из литого алюминия и расположенные на чердаке здания, являются работой давнего соратника Вагнера Отмара Шимковица. Стеклянные окна частично являются работой Леопольда Форстнера.

## Интерьер
Через главный вход на Георг-Кох-Плац посетитель поднимается по лестнице в величественный Кассенхалле, где расположены службы поддержки клиентов. Таким образом, главный зал фактически находится на первом этаже. Зал спроектирован как атриум, с большим стеклянным потолочным окном, позволяющим естественному свету постоянно проникать в сердце здания. Естественный свет используется не только по стилистическим соображениям, но и для снижения затрат на электрическое освещение. Даже пол главного зала выложен стеклянной плиткой, что позволяет естественному свету проникать дальше, на этаж ниже, где расположены почтовые ящики и комнаты сортировки почты. Вагнер сохранил минимальное оформление главного зала, используя в качестве материалов только стекло и полированную сталь. Декоративный эффект создается за счет простого, но элегантного использования самого материала. Мансардное окно из матового стекла пронизано стальными колоннами, а их тонкий дизайн делает их максимально беспрепятственными для падающего света. Зал представляет собой одно из знаменитых произведений Отто Вагнера и один из лучших образцов Венского сецессиона.
Офисное пространство здания разделено по осям наружных окон, опять же максимально используя естественное освещение. Внутренние стены не являются несущими и поэтому могут быть переставлены в зависимости от необходимости, что стало стандартом для современных офисных зданий.

## Текущее состояние
Не получив никаких повреждений во время Второй мировой войны, здание до сих пор находится в своем первоначальном состоянии, а с 2005 года в нём открыт музей, посвященный Отто Вагнеру.

## Галерея

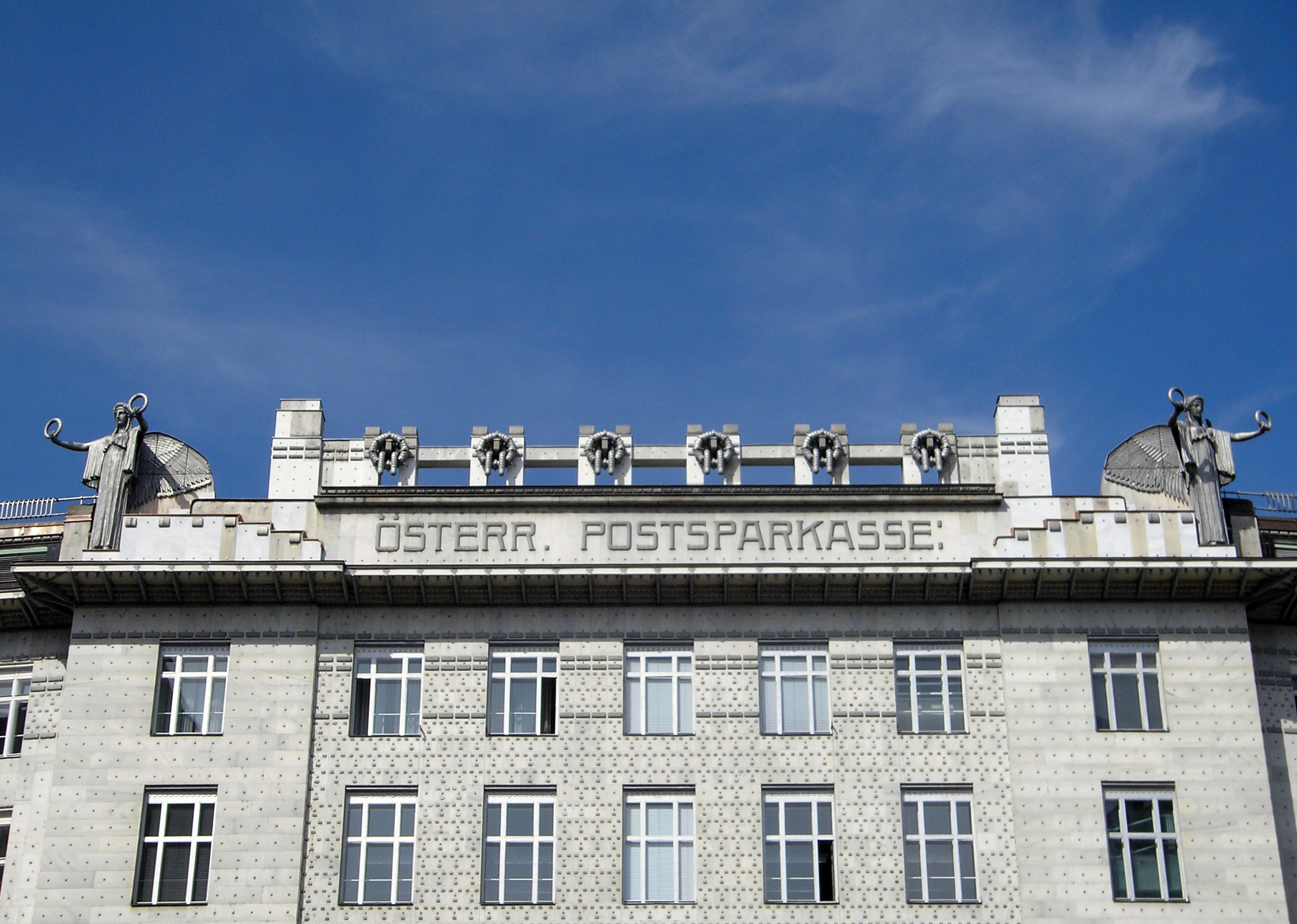
Австрийский почтовый сберегательный банк
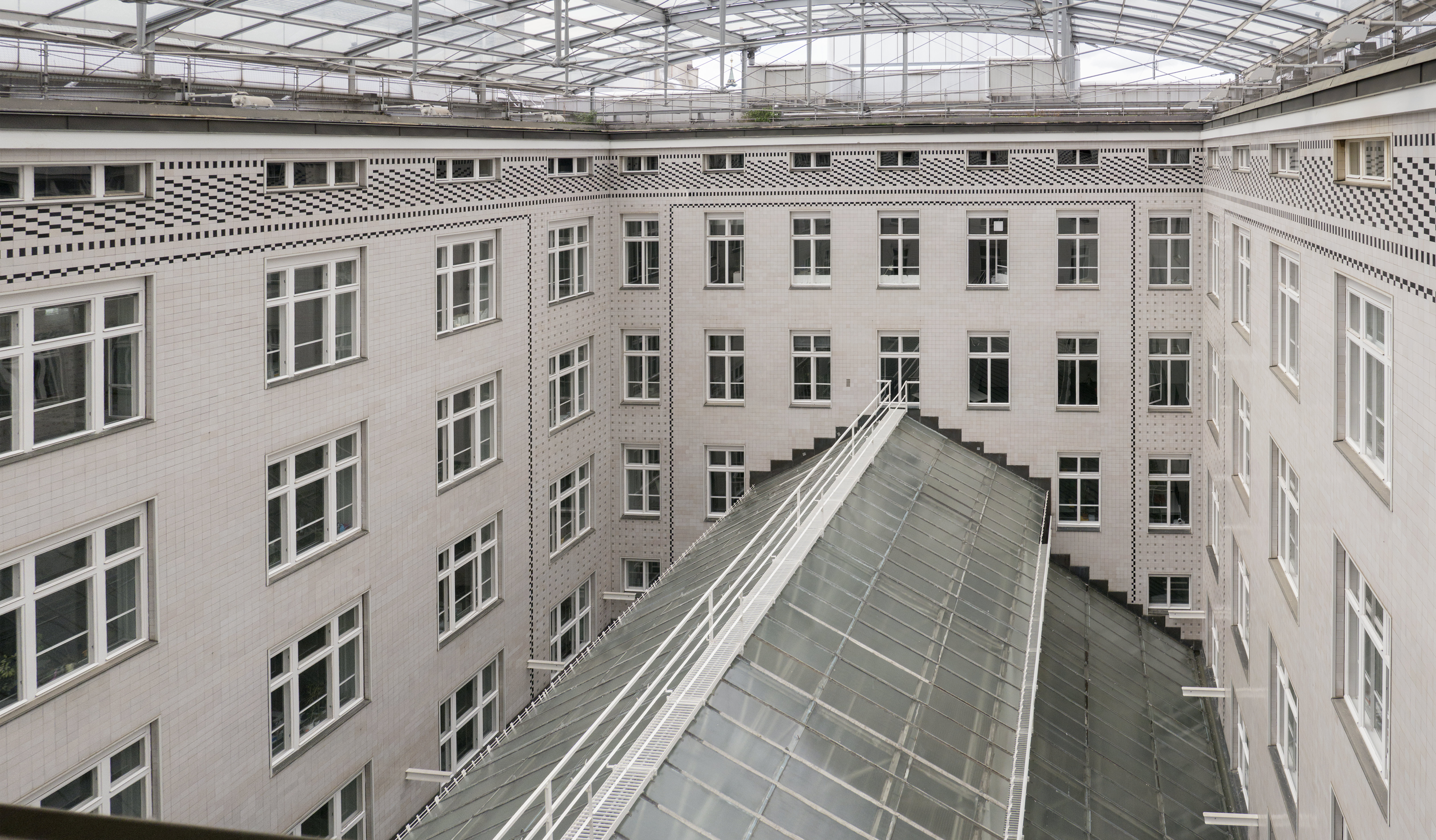
Вид на атриум
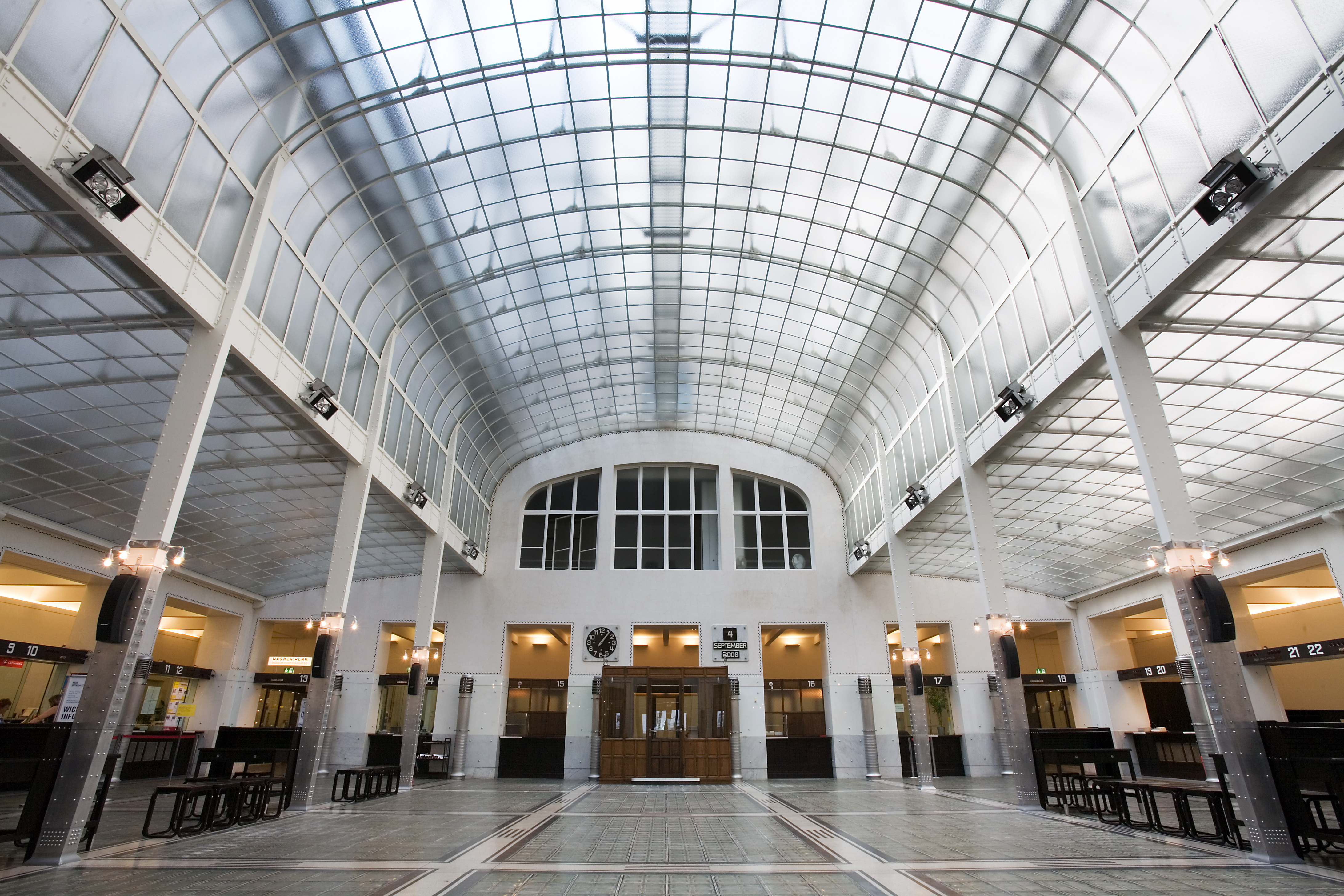
Главный зал здания
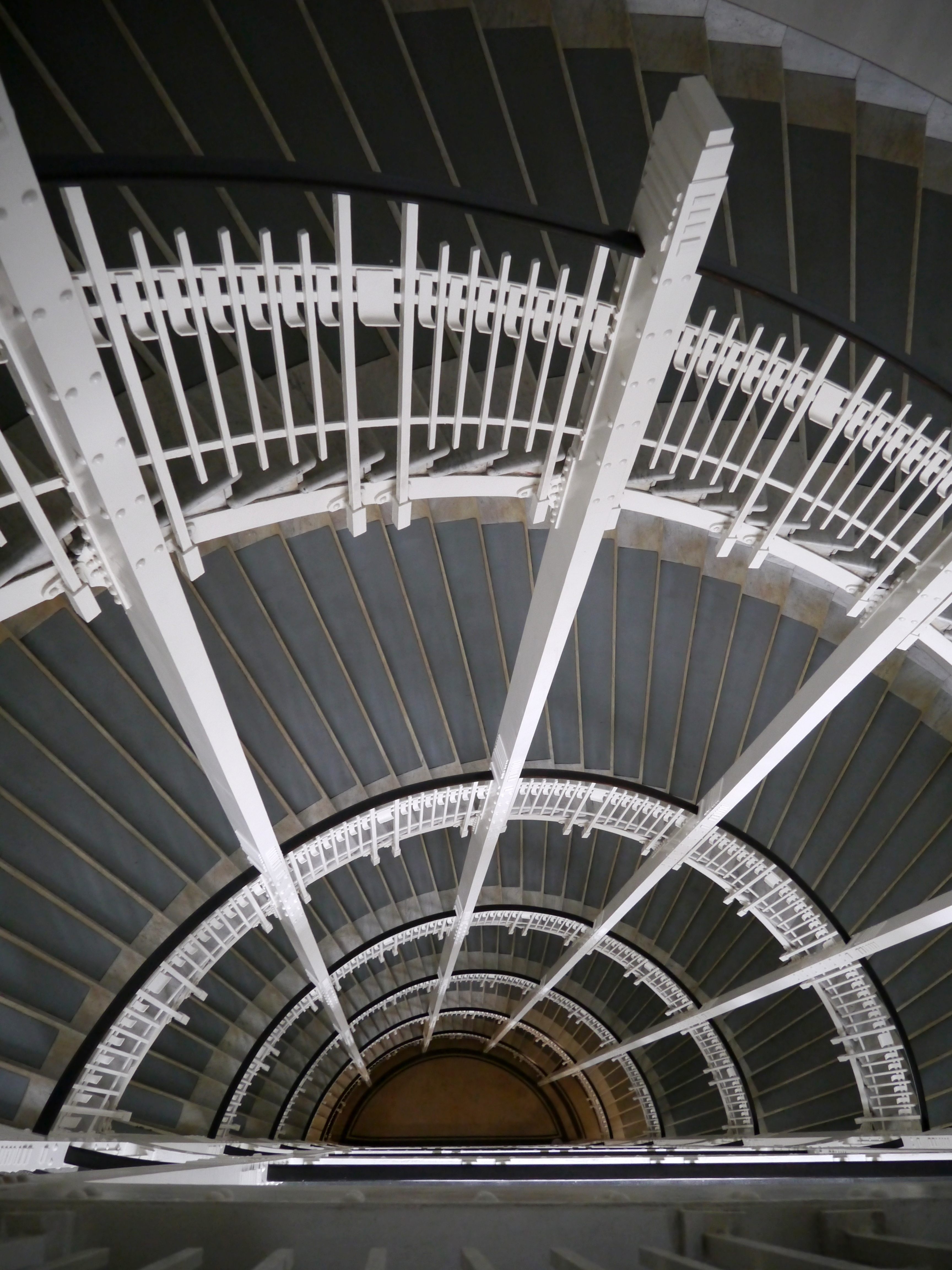
Лестница